# الجحشي (سنحان)
الجح شيء  هي إحدى قرى عزلة الفروات بمديرية سنحان وبني بهلول التابعة لمحافظة صنعاء، بلغ تعداد سكانها 5000 نسمة حسب تعداد اليمن لعام 2004.